# 고구려인의 강제 이주
고구려인의 강제 이주는 고구려 부흥 운동을 막기 위해 669년 당나라 고종이 2만 8천 3백 호의 고구려 유민을 당나라의 장강 이남으로 이주시킨 사건이다. 이때 강제 이주된 고구려 유민은 한족과 소수민족으로 동화되었다.
한편, 일각에서는 묘족이 고구려 유민의 후예라는 주장도 있다.